# Seed AI
Seed AI je vyvíjený typ silné umělé inteligence, která bude schopna se sama zdokonalovat. Toto sebezdokonalování může potenciálně vést k rapidnímu zvýšení inteligence. V současnosti žádná taková umělá inteligence neexistuje, ale výzkumní pracovníci se snaží udělat Seed AI realitou.
Moderní překladače jsou optimalizované pro vysokou rychlost, stále to ale není dostatečné pro neomezené sebezdokonalování, potřebné k vytvoření superinteligence, jakou by Seed AI měla být. Stávající překladače mohou přeměnit kód do fungující formy, ale nejsou schopné identifikovat záměr a přepsat algoritmus pro efektivnější výsledky. Seed AI musí být schopné rozumět účelu různých prvků své konstrukce a vytvořit zcela nové moduly, díky kterým bude moci efektivněji vykonat své úkoly.
Vytvoření Seed AI je cílem několika organizací. Například Singularity Institute for Artificial Intelligence pracuje výhradně na vytvoření Seed AI.